# Gorki Leninskie
Gorki Leninskie (in russo Горки Ленинские?) è una cittadina della Russia europea centrale, situata nell'oblast' di Mosca; apparteneva amministrativamente al Leninskij rajon.

## Geografia fisica
Sorge nella parte centro-meridionale dell'oblast', pochi chilometri a sudest dei confini della città di Mosca, lungo l'anello viario automobilistico di Mosca.

## Storia
La zona di Gorki apparteneva a vari nobili di Mosca sin dal XVIII secolo, finì successivamente nelle mani del generale Anatolij Rejnbot, governatore di Mosca nel 1905 durante la Prima rivoluzione russa. Dopo la sua morte la proprietà divenne della sua vedova Zinaida Morozova, la quale ingaggiò l'architetto più in auge della Russia, Fëdor Šechtel', per rimodellare la propria magione nell'allora popolare stile neoclassico; il progetto fu completato con la costruzione di un porticato di sei colonne ioniche.
Dopo l'insediamento del governo sovietico a Mosca nel 1918, la proprietà fu statalizzata e convertita in una dacia per Lenin. Nel settembre 1918, il leader sovietico vi si ritirò per riprendersi dopo un attentato. Vi passò molto tempo anche in seguito, quando le condizioni della sua salute iniziarono a peggiorare. Il 15 maggio 1923 Lenin, sotto consiglio medico, abbandonò il Cremlino per Gorki. Lì visse in semi-pensionamento fino alla sua morte: il 21 gennaio 1924.
Dopo il decesso di Lenin, nel 1924, Gorki fu rinominata Gorki Leninskie. La casa è ora un museo in cui è possibile visionare molti degli effetti personali di Lenin. Vi si trova anche un museo costruito nel 1987 sulla vita di Lenin a Gorki, dove è possibile visionare il suo ultimo testamento trascritto dalla moglie Nadežda Konstantinovna Krupskaja, il suo appartamento e ufficio del Cremlino, ricostruito in un edificio separato. Un monumento che rappresenta "La morte del leader" è stato esposto nel parco del XVIII secolo nel 1958.